# Centre de quarantaine
Un centre de quarantaine, aussi nommé centre de confinement, camp de quarantaine ou bulle sanitaire est un lieu conçu afin d'isoler les personnes atteintes d'une maladie transmise par contact, dans le but d'éviter la contamination. Un tel lieu peut avoir été réquisitionné dans l'urgence, ou conçu exclusivement à cette fin. L'expression de bulle sanitaire désigne un procédé similaire permettant des entrées et sorties soumises à un contrôle sanitaire.

## Histoire
Le prédécesseur d'un centre de quarantaine a été construit à l'extérieur de Venise, sur l'île de Santa Maria di Nazareth, en 1423.
Aux États-Unis, le conseil municipal de New York a construit un centre de quarantaine maritime sur Bedloe's Island, l'une des îles situées à l'embouchure du fleuve Hudson, en 1738. En 1793, lors de l'épidémie de fièvre jaune à Philadelphie, une station de quarantaine de 10 acres a été construite au sud de la ville, le long du fleuve Delaware.
Lors de la troisième épidémie de peste bubonique en Inde durant le seconde moitié du dix-neuvième siècle, les centres de quarantaine de Bangalore étaient connus pour leur forte mortalité.

## Actualité

### Développement dans le monde
En janvier 2020, le gouvernement australien a défendu un projet d'envoyer les citoyens australiens évacués depuis l'épicentre de la crise sanitaire liée à l'épidémie de Covid-19 en Chine sur une île isolée utilisée pour bannir les demandeurs d'asile et les criminels condamnés, malgré les avertissements selon lesquels certains Australiens préféreraient rester en Chine. L'Australie s'est préparée à envoyer potentiellement des centaines de ses citoyens secourus dans la province de Hebei dans un camp de quarantaine sur l'île isolée de Christmas Island.Le ministre de l'Intérieur, Peter Dutton, a déclaré que l'île Christmas constituait un bon équilibre entre le soutien aux Australiens bloqués en Chine et la protection de l'ensemble de la population australienne contre une maladie potentiellement mortelle.
En février 2020, à Hong-Kong, le parc et village de vacances de Lei Yue Mun est le site utilisé par le gouvernement comme centre de quarantaine pour les personnes en contact étroit avec des patients infectés par le Covid-19.
En mars 2020, la Chine est passée de la prévention de la récurrence des maladies internes au contrôle des infections externes. En conséquence, Shanghai a remplacé sa politique de quarantaine à domicile par des centres de quarantaine pour l'observation médicale.
De mars à avril 2020, Hong-Kong construit à la hâte le centre de quarantaine de Penny's bay sur l'île de Lantau,, en donnant le contrat à la société d’État chinoise Harbour Enginering. Un an plus tard, ce centre peut héberger plus de 2300 occupants.
En mai 2020, Le ministère russe de la défense a déclaré qu'une installation de quarantaine a été ouverte après que la présence d'un coronavirus a été confirmée parmi les employés dans une mine d'or située à Krasnoïarsk en Sibérie.
En juin 2020, les autorités de New Delhi ont transformé un centre spirituel en une vaste installation de quarantaine, alors que le nombre de cas de personnes atteintes par le Covid-19 dans la capitale indienne venait de dépasser 70000.
En janvier 2021, la Chine construit un camp de quarantaine pouvant accueillir plus de 4 000 personnes près de l'épicentre de la pandémie de Covid-19, après l'apparition pendant le dernier mois d'une épidémie de Covid-19 qui a placé des dizaines de millions de personnes sous haute surveillance. Le camp de quarantaine est situé à la périphérie de Shijiazhuang, la capitale de la province du Hebei, qui entoure la capitale du pays, Pékin.
En août 2021, dans le sud du Texas, le parc d'Anzalduasa été transformé en un camp de quarantaine Covid-19 pour les migrants ayant traversé le Mexique. Au moins mille migrants peuvent être hébergés dans ce camp, considéré par la ville voisine de McAllen comme une mesure d'urgence pour contenir la propagation du virus au-delà de la frontière sud-ouest.
En Australie, deux autres camps, en plus de celui de Howard Springs près de Darwin, d'une capacité d'environ 2 000 personnes chacun, sont en cours de construction à l'extérieur de Brisbane et de Melbourne, en août 2021. Ces sites sont appelés « centres de résilience nationale ».

### Centres de confinement en Europe
Des centres dédiés à la mise en quarantaine de personnes ont été créés en Europe, pour isoler les personnes présentant un risque d'infection au Covid-19 :

#### France
- Centre de vacances de Carry-le-Rouet[15],[16].
- École de sapeurs-pompiers à Aix-en-provence[15],[17].
- Village de Barcarès dans les Pyrénées Orientales[18]
- Centres de rétention administrative de Vincennes et de Plaisir (pour migrants en attente d'expulsion)[19]

#### Royaume-Uni
- Hôpital Arrowe Park près de Liverpool[15],[20].
- À proximité de l'aéroport de Heathrow[21], gérés par la société Corporate Travel Management (CTM), où les conditions de séjour ont donné lieu à des protestations: Novotel London Heathrow Airport[22],[23], Crowne Plaza London Heathrow T4[24],[25],[26], Holiday Inn Express[27],[28].

#### Allemagne
- Centre de réfugiés converti en centre de confinement dans l’État de Saxe[29]

### Autres cas
Le navire Diamond Princess, au Japon, a également été qualifié de centre de confinement.

### Australie
L'Australie est presque seule à miser sur les infrastructures de quarantaine comme réponse à long terme à la pandémie.

## Conditions d'hébergement

### Recommandations
Des études réalisées en centre de quarantaine suggèrent que la quarantaine est souvent associée à un effet psychologique négatif. Ces effets négatifs peuvent être prévenus en disant aux gens ce qui se passe et pourquoi, en leur expliquant la durée de la quarantaine, en leur proposant des activités significatives, en assurant une communication claire, s'assurer que les fournitures de base (comme la nourriture, l'eau, l'eau et les fournitures médicales) soient disponibles, et en renforçant le sentiment d'altruisme que les gens devraient, à juste titre, ressentir.

### Controverses et opposition

#### Hong-Kong
Sous la pression de Pékin, le gouvernement de Hong Kong a pris des mesures de plus en plus extrêmes pour éviter qu'une nouvelle vague ne s'installe dans cette ville de 7,5 millions d'habitants. L'une des politiques le plus controversées est celle qui consiste à envoyer tous les habitants d'un immeuble en quarantaine si un seul cas est détecté dans l'immeuble.
Des familles souffrent d'isolement et de traumatisme après que des règles strictes relatives au coronavirus ont conduit à la séparation des jeunes enfants de leurs parents et à l'enfermement des nouveau-nés dans de petits quartiers de quarantaine pendant une période pouvant aller jusqu'à 14 jours.
En mai 2021, le gouvernement de Hong Kong a changé son service de restauration dans les camps de quarantaine de Penny's Bay et de Lei Yue Mun, à la suite d'informations faisant état de symptômes d'intoxication alimentaire massive parmi les résidents et après que des images de ses boîtes à repas ont circulé sur Internet accompagnées de commentaires désobligeants.
Australie
Selon le New York Times, l'Australie a fusionné ses premiers efforts de quarantaine dans les années 1800 et au début des années 1900 avec une politique raciste de « l'Australie blanche ». Le premier directeur général du ministère australien de la Santé, John Cumpston (en), a même directement déclaré que la quarantaine était destinée à préserver le continent des maladies et de « certaines races d'étrangers dont les coutumes impures et le manque absolu de conscience sanitaire constituent une menace permanente pour la santé de toute communauté ».
Les « centres de résilience nationale » peuvent faire écho à ce passé, dans le cadre du système australien strict de contrôle des frontières, souvent condamné pour son recours à la détention offshore indéfinie des demandeurs d'asile.
Hayley Hodgson, une Australienne de 26 ans, a raconté son enfermement de deux semaines dans un camp de quarantaine COVID-19 dans un entretien avec le magazine en ligne UnHerd (en) (en). Celle-ci a raconté qu'elle avait reçu l'ordre d'être mise en quarantaine dans le Centre de résilience nationale d'Howard Springs, à Darwin, après qu'un de ses amis ait été testé positif au COVID-19. Elle compare son expérience à une peine de prison.